# McAlmont
McAlmont és una concentració de població designada pel cens dels Estats Units a l'estat d'Arkansas. Segons el cens del 2000 tenia 1.922 habitants.

## Demografia
Segons el cens del 2000, McAlmont tenia 1.922 habitants, 684 habitatges, i 487 famílies. La densitat de població era de 434 habitants/km².
Dels 684 habitatges en un 29,5% hi vivien nens de menys de 18 anys, en un 38,3% hi vivien parelles casades, en un 24% dones solteres, i en un 28,8% no eren unitats familiars. En el 24,9% dels habitatges hi vivien persones soles el 9,9% de les quals corresponia a persones de 65 anys o més que vivien soles. El nombre mitjà de persones vivint en cada habitatge era de 2,81 i el nombre mitjà de persones que vivien en cada família era de 3,37.
Per edats la població es repartia de la següent manera: un 29,6% tenia menys de 18 anys, un 8,5% entre 18 i 24, un 25,7% entre 25 i 44, un 23,4% de 45 a 60 i un 12,8% 65 anys o més.
L'edat mediana era de 35 anys. Per cada 100 dones de 18 o més anys hi havia 94,4 homes.
La renda mediana per habitatge era de 19.762 $ i la renda mediana per família de 27.174 $. Els homes tenien una renda mediana de 30.855 $ mentre que les dones 16.549 $. La renda per capita de la població era d'11.737 $. Entorn del 23,3% de les famílies i el 28,1% de la població estaven per davall del llindar de pobresa.

## Poblacions més properes
El següent diagrama mostra les poblacions més properes.